# Borne milliaire de Limoges
La borne honorifique gallo-romaine de Limoges était probablement une colonne itinéraire romaine, connue au moins depuis le XVIIIe siècle et malheureusement détruite en 1893 par le Service des travaux publics de la ville de Limoges.
Plusieurs auteurs ont cependant considéré cette pierre comme illisible, et mettaient même en doute son caractère milliaire.

« En terminant, M. le Président [François Arbellot] exprime le regret, bien justifié, que le service des travaux publics de la ville ait cru devoir transformer en menus cailloux l'énorme borne milliaire qui, depuis tant de siècles, se dressait auprès de l'entrée de l'abbaye de la Règle aujourd'hui Grand Séminaire. La place de ce monument, à supposer qu'il gênât la circulation, était au musée Adrien Dubouché. »

— Société archéologique et historique du Limousin, 29 août 1893.

## Description
Selon Charles-Nicolas Allou, cette colonne en « pierre du pays » (un granite blanchâtre) était « assez fortement inclinée par rapport à la verticale », et faisait environ 5 pieds de haut pour 15 pouces de diamètre. Plus précisément, Florian Vallentin lui donnait 1,63 m de haut et 0,53 m de diamètre, et notait que sa base était enfoncée dans le sol.

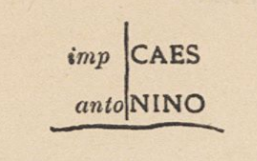
La lecture de Vallentin, tel que publiée dans le CIL XIII (p. 659) en 1907.

Ce dernier, par ailleurs fondateur du Bulletin épigraphique de la Gaule, y aurait déchiffré les fragments d'une inscription sur un flanc très arasé par l'action des agents atmosphériques et mécaniques :

« [imp] CAES
[anto]NINO »

Que l'on pourrait restituer, en toute hypothèse, par Imperatori Caesari, Antonino, et traduire par « À l'empereur César, (...) Antonin ».

Avec grande prudence, Émile Espérandieu, lui aussi fin épigraphiste, n'a toutefois distingué qu'un :

« T[ »

ou, au plus, la ligature TI :

« †[ »

Pour sa part et avant les deux auteurs précédents, Charles-Nicolas Allou n'avait cru lire, en son sommet, qu'un grand :

« P[ »

## Localisation
Avant sa destruction, le monument était situé non loin de la porte Panet, une extension du XIIIe siècle de l'enceinte de la Cité de Limoges, au milieu de la rue ou sur la place de la Règle, en face des entrées de l'ancienne abbaye de la Règle, transformée à ce moment-là en Grand séminaire.
Allou a mentionné l'hypothèse de certains auteurs, localisant son emplacement d'origine dans le bourg du Palais (alors à une lieue de son emplacement à Limoges) où elle aurait signalé un point de départ de distances. Cette localisation correspondrait plutôt à une autre pierre, un bloc de granit en forme de prisme triangulaire placé à l'entrée du cimetière du bourg en question, et déjà connue à cette date. Selon ce même auteur, celle-ci comportait « quatre petits cercles, creusés sur la base supérieure ».
Enfin, en 1893, la Société archéologique et historique du Limousin ne semblait pas envisager que la borne de Limoges aie jamais été déplacée.

### Une autre borne à Limoges
La colonne en question ne doit pas non plus être confondue avec une autre inscription disparue, trouvée elle aussi à Limoges. Celle-ci publiée en 1884 par Antoine Héron de Villefosse, et gravée sur un fragment «engagé dans le soubassement de la tour d'entrée de la cathédrale, pilier N.-E. », était peut-être une borne milliaire.

## Historique

### Première mention et lectures
La pierre, très probablement connue précédemment, voire christianisée vu sa localisation devant l'abbaye, est représentée dans les dessins de « monuments d'origine romaine » par l'antiquaire Pierre Beaumesnil, entre 1774 et 1787. Comme d'autres à son époque, et Émile Espérandieu plus tard (pour qui cela est « hors de doute »), il la qualifie de borne milliaire.

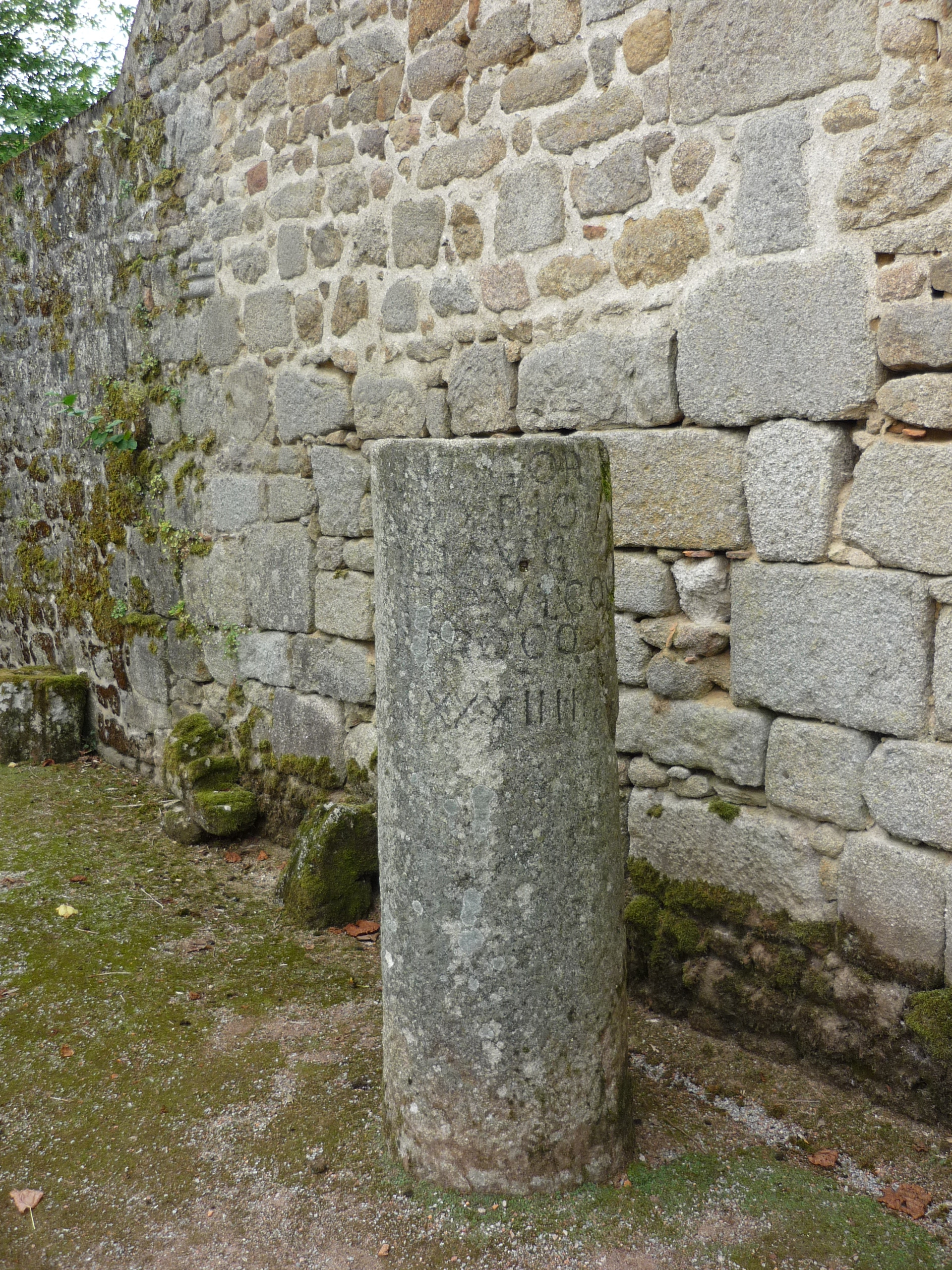
Le milliaire de Gordien III à Moutier-d'Ahun, considéré comme « semblable » par Vallentin.

 De son côté, Charles-Nicolas Allou, en 1821, observe qu'elle « ne porte aucun des caractères ordinairement assignés aux milliaires», pourtant Florian Vallentin indique que son aspect est « exactement semblable » à celui du milliaire de l'année 243, trouvé dans l'abbaye de Moutier-d'Ahun et dédié à Gordien III.
À la suite de l'hypothèse de lecture ici en illustration et faite par Vallentin, en 1882, Espérandieu se déplace vainement sur place, en 1890, pour relire la pierre. On notera dans son ouvrage que, huit ans après Vallentin, Espérandieu (comme le chanoine J. Arbellot avec lui) considérait plutôt ce milliaire comme anépigraphe, en dehors d'une lettre T possible, voire d'un TI ligaturé en forme de croix.
Les deux autres auteurs plus anciens n'avaient pu la déchiffrer : ni Charles-Nicolas Allou (sauf un P gravé profondément dans la partie supérieure, dont la jambe a environ 6 pouces de longueur, soit 15 cm), ni Pierre Beaumesnil.

### Destruction, classement, radiations
En 1900, Louis Guibert indique que la « pierre a disparu il y a cinq ou six ans, lors d'une réparation faite au pavé ».
Bien que détruite avant le 29 août 1893 par le Service des travaux publics de la ville, alors sous la responsabilité du maire François Chénieux, elle est classée par l'arrêté du 29 (ou 24) janvier 1894 au titre des monuments historiques comme objet mobilier. La borne figure ensuite dans la liste immeuble de 1900, mais n'est pas classée à ce titre, contrairement à ce qui est indiqué dans la base Mérimée. Cette dernière liste est reprise par le Journal officiel du 18 avril 1914.
Le monument est ensuite rayée des listes objets mobiliers en février 1956, et radiée des listes immeubles en 1984, au titre desquels elle n'avait d'ailleurs jamais été protégée. La base Palissy signale toutefois qu'aucun arrêté de déclassement au titre objet n'a été pris depuis.